# 山田哲也 (バスケットボール)
山田 哲也（やまだ てつや、1979年12月29日 - ）は、東京都出身の元バスケットボール選手である。ポジションはフォワード/センター。

## 来歴
八王子高校から青山学院大学に進み、ユニバーシアードにも出場。
2002年に日立サンロッカーズに加入。2011年、bjリーグドラフト会議にて全体11位（3巡目）で横浜ビー・コルセアーズに指名されるが、JBL2の豊田通商ファイティングイーグルスに移籍したものの、練習中にアキレス腱を断裂し、チームを退団した。
2014年10月、NBDLに2014-15シーズンより参入するアースフレンズ東京Zと契約基本合意されたことが発表された。
2016年4月13日、2015-16シーズンをもって現役引退を発表。
元競泳選手の田中雅美は高校の1年先輩、東京ヤクルトスワローズの石川雅規は大学の同期である。

## 経歴
- 八王子高 - 青山学院大学 - 日立（2002年〜2011年）- 豊田通商（2011年）- GIFU SWOOPS(2012年-2014年) - アースフレンズ東京Z(2014年-2016年)

## 日本代表歴
- 2001年ユニバーシアード

## 参照
1. ↑  ,山田哲也選手 現役引退のお知らせ アースフレンズ東京Z 2016.4.13